# Велике Морське озеро
Велике Морське (якут. Майнычин-Анкаватын) — велике озеро на північному сході Колимської низовини в Якутії.
Площа озера складає 205 км². Водозбірна площа — 382 км². 
З озера витікає річка Анкаваам (притока річки Велика Чукочья). Поруч знаходиться Мале Морське озеро (Мокачен-Анкаватан) площею 58,2 км².
У 1994 році створена особливо охоронювана природна територія «Озеро Велике Морське (Озеро Велике море)».